# Роджерс, Аарон
Аарон Чарльз Роджерс (англ. Aaron Charles Rodgers, род. 2 декабря 1983 года) — профессиональный игрок в американский футбол, выступающий на позиции квотербека команды НФЛ «Питтсбург Стиллерз». Четырежды за карьеру признавался самым ценным игроком сезона в НФЛ (2011, 2014, 2020 и 2021).

## Семья
Роджерс родился в городе Чико (округ Бьютт, штат Калифорния) в семье Дарлы Ли и Эдварда Роджерсов. У Аарона английские, ирландские и немецкие корни. С 1973 по 1976 гг. отец Аарона играл в футбол в линии нападения за Университет Калифорнии. У Аарона есть братья — Люк и Джордан, который тоже играет в футбол.

## Карьера игрока

### Ранние годы
В детстве Роджерс занимался баскетболом и бейсболом, показывая неплохие результаты. В школьной футбольной команде Pleasant Valley High School Аарон играл на позиции квотербека и за два сезона набрал 4421 ярда. Ему принадлежит школьный рекорд — в 2001 г. за один сезон он набрал 2466 ярдов, а за один из матчей сделал 6 тачдаунов и набрал 440 ярдов.
Несмотря на впечатляющую статистику, Роджерс не вызывал заинтересованности у футбольных команд колледжей. Как в 2011 г. Аарон рассказал в одном из интервью, отсутствие внимания было вызвано его скромными физическими данными — 1,78 м и 75 кг, характерными скорее для игрока средней школы. Роджерс хотел учиться в Университете штата Флорида и играть при Бобби Боудене, но его запрос был отклонен. Единственное поступившее ему предложение — место резервного игрока в колледже из Иллинойса. Аарон отклонил приглашение, полагая закончить с футболом и поступить в юридическую школу.
Тогда он и оказался в колледже Бьютта, располагавшемся недалеко от Чико, чтобы играть в футбол за местную команду. За новый сезон Роджерс сделал 26 тачдаунов и привел команду к результату 10-1 чемпионата Конференции NorCal и второму месту в национальном рейтинге. В Бьютте Аарона заметил главный футбольный тренер Калифорнийского университета Джефф Тедфорд. Специалист был удивлен тем, что ранее ни один колледж не предложил Роджерсу футбольную стипендию. В результате после одного года в колледже Бьютта Роджерс получил спортивную стипендию, чтобы учиться в Калифорнийском университете в Беркли и играть за «Калифорниа Голден Беарс» с 2003 до 2004 гг. За это время футболист установил несколько рекордов учебного заведения. Проведя 3 года в студенческом футболе, в 2005 г. Роджерс выставил свою кандидатуру на драфт НФЛ 2005 г.

### Профессиональный уровень

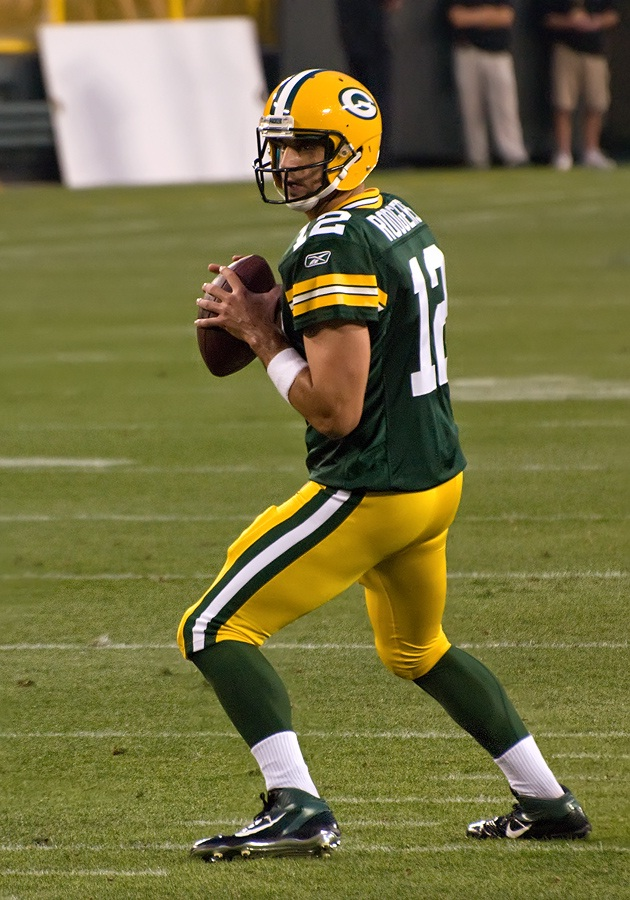
Роджерс в 2011 году

На драфте НФЛ 2005 г. Аарон был выбран клубом «Грин-Бей Пэкерс» в первом раунде под общим 24-м номером.
Первые три года в НФЛ он был запасным квотербеком команды, но с 2008 г. стал выходить в стартовом составе: переломным моментом во всей карьере Аарона стало 4 марта, когда основной квотербек клуба Бретт Фарв объявил о завершении карьеры. Роджерс быстро доказал, что является одним из лучших квотербеков в лиге, пройдя более 4000 ярдов за свой первый полный сезон, а также сделав 28 тачдаунов и 13 перехватов.
В 2009 году за свою успешную игру Аарон был удостоен поездки на свой первый Пробоул («матч всех звёзд НФЛ») в качестве третьего квотербека от Национальной футбольной конференции после Дрю Бриса и Бретта Фарва. Однако после того, как Фарв выбыл из-за травмы, а Брис готовился к участию в Супербоуле XLIV, Роджерс стал основным квотербеком НФК. В том матче 15 из 19 его пасов оказались точными, он набрал 197 ярдов и сделал 2 тачдауна, но НФК проиграла игру.
В 2010 году Роджерс привёл «Пэкерс» к победе в Супербоуле XLV. За свои достижения он был назван самым ценным игроком Супербоула и спортсменом 2011 года по версии Associated Press.
26 апреля 2013 года «Пэкерс» продлили с Роджерсом контракт ещё на 5 лет. Сумма сделки составила $110 млн, что сделало Аарона самым высокооплачиваемым игроком в истории НФЛ.
Роджерс был признан самым ценным игроком регулярного сезона НФЛ в 2014 году, набрав 31 голос из 50 возможных.
Роджерс также был признан самым ценным игроком сезона НФЛ 2021.
15 марта 2023 г. объявил о готовности уйти в «Нью-Йорк Джетс». 26 апреля 2023 года был обменян в Нью-Йорк Джетс вместе с выборами в первом и пятом раундах драфта НФЛ 2023 года в обмен на выборы в первом, втором и шестом раундах драфта 2023 года и условный второй раунд выбора на драфте НФЛ 2024 года.

#### Статистика
Аарон четырежды становился лидером НФЛ по соотношению тачдаунов к перехватам (2011, 2012, 2014, 2020), трижды по пасовому рейтингу (2011, 2012, 2020) и проценту пасовых тачдаунов (2011, 2012, 2020), один раз по количеству пасовых попыток (2011) и дважды по проценту перехватов (2020).
Роджерсу принадлежит третий результат в истории НФЛ по карьерному пасовому рейтингу в регулярном чемпионате (103,9), лучший по пасовому рейтингу в одном сезоне (122,5 в 2011), он занимает третье место по этому показателю в играх плей-офф (103,6).

## Личная жизнь
С декабря 2014 по 2017 год Роджерс встречался с актрисой Оливией Манн.
Законодательный орган штата Висконсин одобрил резолюцию, которая объявила 12 декабря 2012 г. (12/12/12) «Днем Аарона Роджерса» в его честь, поскольку Роджерс также носит на форме номер 12.
В 2015 г. спортсмен подписал долгосрочный контракт с компанией Adidas. Ранее Роджерс имел контракт с Nike.
В 2021 г. объявил о помолвке с актрисой Шейлин Вудли. В феврале 2022 пара рассталась.
Роджерс, выигравший в 2012 году знаменитую серию популярного американского игрового шоу Jeopardy!, был ведущем шоу в течение двух недель, начиная с 5 апреля 2021 года, поскольку сериал испытывал временных ведущих после смерти Алекс Требека в ноябре 2020 года.